# Strong (Album)
Strong ist das Debütalbum des deutschen Sängers Sebastian Wurth, der 2011 durch die Castingshow Deutschland sucht den Superstar bekannt wurde, bei der er den fünften Platz belegte. Produziert wurde es unter anderem von Christian Fleps.

## Titelliste
| #            | Titel                   | Autor(en)                                    | Produzent(en)                  | Länge |
| ------------ | ----------------------- | -------------------------------------------- | ------------------------------ | ----- |
| 1            | You Let the Sun Go Down | Christian Fleps, Ulrich Wehner               | Christian Fleps, Ulrich Wehner | 3:33  |
| 2            | I See As Time Goes By   | Matthias Hass, Ulrich Wehner                 | Matthias Hass, Ulrich Wehner   | 3:27  |
| 3            | The Time is Right       | Matthias Hass, Ulrich Wehner                 | Matthias Hass, Ulrich Wehner   | 3:00  |
| 4            | Lilly’s Song            | Peter Ries, Ulrich Wehner                    | Peter Ries, Ulrich Wehner      | 3:49  |
| 5            | Sound of Silence        | Paul Simon                                   | Peter Ries, Ulrich Wehner      | 3:16  |
| 6            | Pulling My Heart String | Ivo Moring, Sebastian Lang, Steven Foster    | Ivo Moring                     | 3:27  |
| 7            | Better Days             | Thorsten Brötzmann, Jan Löchel, Ivo Moring   | Jan Löchel, Ivo Moring         | 3:04  |
| 8            | Perfect                 | Ivo Moring, Todd Wright                      | Ivo Moring                     | 3:09  |
| 9            | Tell It                 | Christian Fleps, Ulrich Wehner               | Christian Fleps, Ulrich Wehner | 3:14  |
| 10           | Don’t Tell Me           | Matthias Hass, Ulrich Wehner                 | Matthias Hass, Ulrich Wehner   | 3:10  |
| 11           | In Love with a Maniac   | Ivo Moring                                   | Ivo Moring                     | 3:07  |
| 12           | Goodbye California      | Matthias Hass, Maren Stiebert, Ulrich Wehner | Matthias Hass, Ulrich Wehner   | 3:27  |
| Gesamtlänge: | Gesamtlänge:            | Gesamtlänge:                                 | Gesamtlänge:                   | 39:43 |

## Singleauskopplungen
Als erste Singleauskopplung erschien am 20. Januar 2012 You Let the Sun Go Down. Sie erreichte Platz 63 in Deutschland, fiel in der zweiten Woche auf Platz 89 zurück und war in der dritten Woche nicht mehr vertreten. In Österreich und der Schweiz erreichte die Single keine Chartplatzierung. Die zweite Singleauskopplung The Time Is Right erschien am 11. Mai 2012.

## Rezeption

### Rezensionen
Von laut.de bekam Strong keine gute Kritik. Es wurde moniert, dass das Album musikalisch einfallslos sei, es sich an dem Schema „Strophe, Refrain, Strophe, Refrain, C-Part, Schlussrefrain“ abarbeite und dass „ewig die Akustikgitarre schrappe“.

### Charts und Chartplatzierungen
| ChartsChartplatzierungen | Höchstplatzierung | Wochen |
| ------------------------ | ----------------- | ------ |
| Deutschland (GfK)        | 34 (2 Wo.)        | 2      |
| Österreich (Ö3)          | 50 (2 Wo.)        | 2      |
| Schweiz (IFPI)           | 81 (1 Wo.)        | 1      |